# Vera Doesjevina
Vera Jevgenjeva Doesjevina (Russisch: Вера Евгеньевна Душевина) (Moskou, 6 oktober 1986) is een voormalig professioneel tennisspeelster uit Rusland.
In 2005 bereikte ze voor het eerst een finale in de WTA-tour: ze nam het in de finale van het toernooi van Eastbourne op tegen de Belgische Kim Clijsters en verloor. In zowel 2007 als 2008 bereikte ze de finale in Stockholm, maar verloor deze telkens. Ze won uiteindelijk haar eerste WTA-toernooi in augustus 2009 te Istanbul.
Ook in het dubbelspel won ze reeds twee titels op de WTA-tour.

## Trivia
Aan het einde van 2005 veranderde ze de spelling van haar achternaam, omdat douche in de Engelse taal als scheldwoord wordt gebruikt. Aangezien Engels in het internationale tenniscircuit domineert, besloot ze aan de woordgrapjes op haar naam een einde te maken door te kiezen voor de transliteratie Dushe.

## Posities op deWTA-ranglijst
Positie per einde seizoen:
| jaartal | ranking enkelspel | ranking dubbelspel |
| ------- | ----------------- | ------------------ |
| 2015    | 522               | 90                 |
| 2014    | 478               | 92                 |
| 2013    | 120               | 38                 |
| 2012    | 141               | 43                 |
| 2011    | 86                | 46                 |
| 2010    | 54                | 48                 |
| 2009    | 44                | 45                 |
| 2008    | 88                | 59                 |
| 2007    | 41                | 31                 |
| 2006    | 97                | 58                 |
| 2005    | 39                | 67                 |
| 2004    | 63                | -                  |
| 2003    | 108               | 288                |
| 2002    | 494               | 410                |

## Palmares

### WTA-finaleplaatsen enkelspel
| nr.              | datum      | toernooi       | tegenstandster      | score    |
| ---------------- | ---------- | -------------- | ------------------- | -------- |
| Gewonnen finales |            |                |                     |          |
| 1.               | 2009-08-02 | WTA Istanbul   | Lucie Hradecká      | 6-0, 6-1 |
| Verloren finales |            |                |                     |          |
| 1.               | 2005-06-18 | WTA Eastbourne | Kim Clijsters       | 5-7, 0-6 |
| 2.               | 2007-08-05 | WTA Stockholm  | Agnieszka Radwańska | 1-6, 1-6 |
| 3.               | 2008-08-03 | WTA Stockholm  | Caroline Wozniacki  | 0-6, 2-6 |

### WTA-finaleplaatsen vrouwendubbelspel
| nr.                         | datum      | toernooi            | partner                | tegenstandsters                                | score            |         |
| --------------------------- | ---------- | ------------------- | ---------------------- | ---------------------------------------------- | ---------------- | ------- |
| Gewonnen finales dubbelspel |            |                     |                        |                                                |                  |         |
| 1.                          | 2007-05-06 | WTA Warschau        | Tetjana Perebyjnis     | Jelena Lichovtseva Jelena Vesnina              | 7-5, 3-6, [10-2] | details |
| 2.                          | 2013-08-04 | WTA Washington      | Shuko Aoyama           | Eugenie Bouchard Taylor Townsend               | 6-3, 6-3         | details |
| Verloren finales dubbelspel |            |                     |                        |                                                |                  |         |
| 1.                          | 2008-07-27 | WTA Portorož        | Jekaterina Makarova    | Anabel Medina Garrigues Virginia Ruano Pascual | 4-6, 1-6         | details |
| 2.                          | 2008-09-28 | WTA Seoel           | Maria Kirilenko        | Chuang Chia-jung Hsieh Su-wei                  | 3-6, 0-6         | details |
| 3.                          | 2008-10-26 | WTA Luxemburg       | Marija Koryttseva      | Sorana Cîrstea Marina Erakovic                 | 6-2, 3-6, [8-10] | details |
| 4.                          | 2011-02-13 | WTA Parijs          | Jekaterina Makarova    | Bethanie Mattek-Sands Meghann Shaughnessy      | 4-6, 2-6         | details |
| 5.                          | 2011-09-25 | WTA Seoel           | Galina Voskobojeva     | Natalie Grandin Vladimíra Uhlířová             | 6-7, 4-6         | details |
| 6.                          | 2012-02-25 | WTA Memphis         | Volha Havartsova       | Andrea Hlaváčková Lucie Hradecká               | 3-6, 4-6         | details |
| 7.                          | 2013-10-06 | WTA Peking          | Arantxa Parra Santonja | Cara Black Sania Mirza                         | 2-6, 2-6         | details |
| 8.                          | 2015-10-03 | WTA Tasjkent        | Kateřina Siniaková     | Margarita Gasparjan Aleksandra Panova          | 1-6, 6-3, [3-10] | details |
| 9.                          | 2016-02-14 | WTA Sint-Petersburg | Barbora Krejčíková     | Martina Hingis Sania Mirza                     | 3-6, 1-6         | details |

## Prestatietabel
| Legenda | Legenda                          |
| ------- | -------------------------------- |
| g.t.    | geen toernooi gehouden           |
| l.c.    | lagere categorie                 |
| –       | niet deelgenomen                 |
| G       | uitgeschakeld in de groepsfase   |
| 1R      | uitgeschakeld in de eerste ronde |
| 2R      | uitgeschakeld in de tweede ronde |
| 3R      | uitgeschakeld in de derde ronde  |
| 4R      | uitgeschakeld in de vierde ronde |
| KF      | uitgeschakeld in de kwartfinale  |
| HF      | uitgeschakeld in de halve finale |
| F       | de finale verloren               |
| W       | het toernooi gewonnen            |
| w-v     | winst/verlies-balans             |

### Grand slam, enkelspel
| Toernooi        | 2003 | 2004 | 2005 | 2006 | 2007 | 2008 | 2009 | 2010 | 2011 | 2012 | 2013 |
| --------------- | ---- | ---- | ---- | ---- | ---- | ---- | ---- | ---- | ---- | ---- | ---- |
| Australian Open | –    | 2R   | 4R   | 1R   | 1R   | –    | 1R   | 1R   | 2R   | 1R   | 1R   |
| Roland Garros   | –    | 2R   | 1R   | 2R   | 2R   | 1R   | 1R   | 1R   | 2R   | 1R   | –    |
| Wimbledon       | –    | 1R   | 1R   | 1R   | 2R   | 2R   | 2R   | 2R   | 1R   | 1R   | –    |
| US Open         | 1R   | 3R   | 2R   | 1R   | 3R   | 1R   | 1R   | 1R   | 2R   | 2R   | 1R   |

### Grand slam, vrouwendubbelspel
| Toernooi        | 2005 | 2006 | 2007 | 2008 | 2009 | 2010 | 2011 | 2012 | 2013 | 2014 | 2015 | 2016 |
| --------------- | ---- | ---- | ---- | ---- | ---- | ---- | ---- | ---- | ---- | ---- | ---- | ---- |
| Australian Open | –    | 1R   | 3R   | –    | 2R   | 3R   | 1R   | 2R   | 2R   | 3R   | –    | 1R   |
| Roland Garros   | 2R   | 1R   | 3R   | 1R   | 3R   | 2R   | 1R   | 2R   | 1R   | 2R   | 1R   | 1R   |
| Wimbledon       | KF   | 2R   | 1R   | 2R   | 2R   | 2R   | 3R   | 1R   | 1R   | 2R   | 2R   | –    |
| US Open         | 2R   | 1R   | 2R   | 2R   | 2R   | 1R   | 2R   | 2R   | 1R   | –    | –    | –    |